# 广东省司法厅
广东省司法厅是广东省人民政府的组成部门、主管广东省司法行政工作的省级司法行政机关。

## 主要职责
广东省司法厅的主要职责是：
1. 承担全面依法治省重大问题的政策研究，协调有关方面提出全面依法治省中长期规划建议，负责有关重大决策部署督察工作。
2. 承担统筹规划立法工作的责任。负责面向社会征集省地方性法规和省政府规章制定项目建议。
3. 负责起草或者组织起草有关省地方性法规和省政府规章草案。负责立法协调。
4. 承办省政府规章的备案、解释、立法后评估和全省行政机关规范性文件的监督、指导工作。组织开展省政府规范性文件的全面清理工作。
5. 承担统筹推进法治政府建设的责任。指导、监督省政府各部门、地方各级政府依法行政工作。负责综合协调行政执法，承担推进行政执法体制改革有关工作，推进严格规范公正文明执法。办理向省政府申请的行政复议、行政赔偿案件，代理省政府行政应诉事务，指导、监督全省行政复议、行政应诉和行政赔偿工作。负责省政府法律顾问事务，指导省政府各部门和下级政府的法律顾问工作。
6. 承担统筹规划法治社会建设的责任。负责拟订法治宣传教育规划，组织实施普法宣传工作。推动人民参与和促进法治建设。指导、监督依法治理、法治创建、法治文化建设工作。指导调解工作。指导、监督人民陪审员选任管理工作，负责人民监督员的选任管理工作，推进司法所建设。
7. 指导、监督刑罚执行、罪犯改造、监狱管理工作。指导、监督、管理社区矫正工作。
8. 指导、监督本系统强制隔离戒毒执行和戒毒康复工作。
9. 指导、监督公共法律服务工作，负责规划和推进公共法律服务体系和平台建设工作，统筹和布局城乡、区域法律服务资源。指导、监督、管理律师、司法鉴定、公证、仲裁和法律援助工作。指导、监督基层法律服务管理工作。
10. 负责全省国家统一法律职业资格考试的组织实施工作。
11. 负责本系统枪支、弹药、服装和警车管理工作，指导、监督本系统财务、装备、设施、场所等保障工作。按权限负责本系统有关审计工作。
12. 规划、协调、指导法治人才队伍建设相关工作，指导、监督本系统队伍建设。组织、指导本系统警务管理和警务督察工作。协助地级以上市管理司法局领导干部。
13. 管理省监狱局、省戒毒局。
14. 完成省委、省政府和司法部交办的其他任务。